# Višnja
Višnja (znanstveno ime Prunus cerasus) je sadno drevo iz družine rožnic ali njegov sadež, ki sodi med koščičasto sadje. 
Drevo dosega manjšo velikost in je manj razširjena kot češnja. Sadeži pa so kiselkasti in manj občutljivi (pokanje plodov) kot pri češnji.